# 阿瑟·内瑟科特
阿瑟·内瑟科特（英語：Acer Nethercott，1977年11月28日—2013年1月26日），英国男子赛艇运动员。他曾代表英国参加2008年夏季奥林匹克运动会赛艇比赛，获得男子八人单桨有舵手银牌。